# Uzina Mecanică București

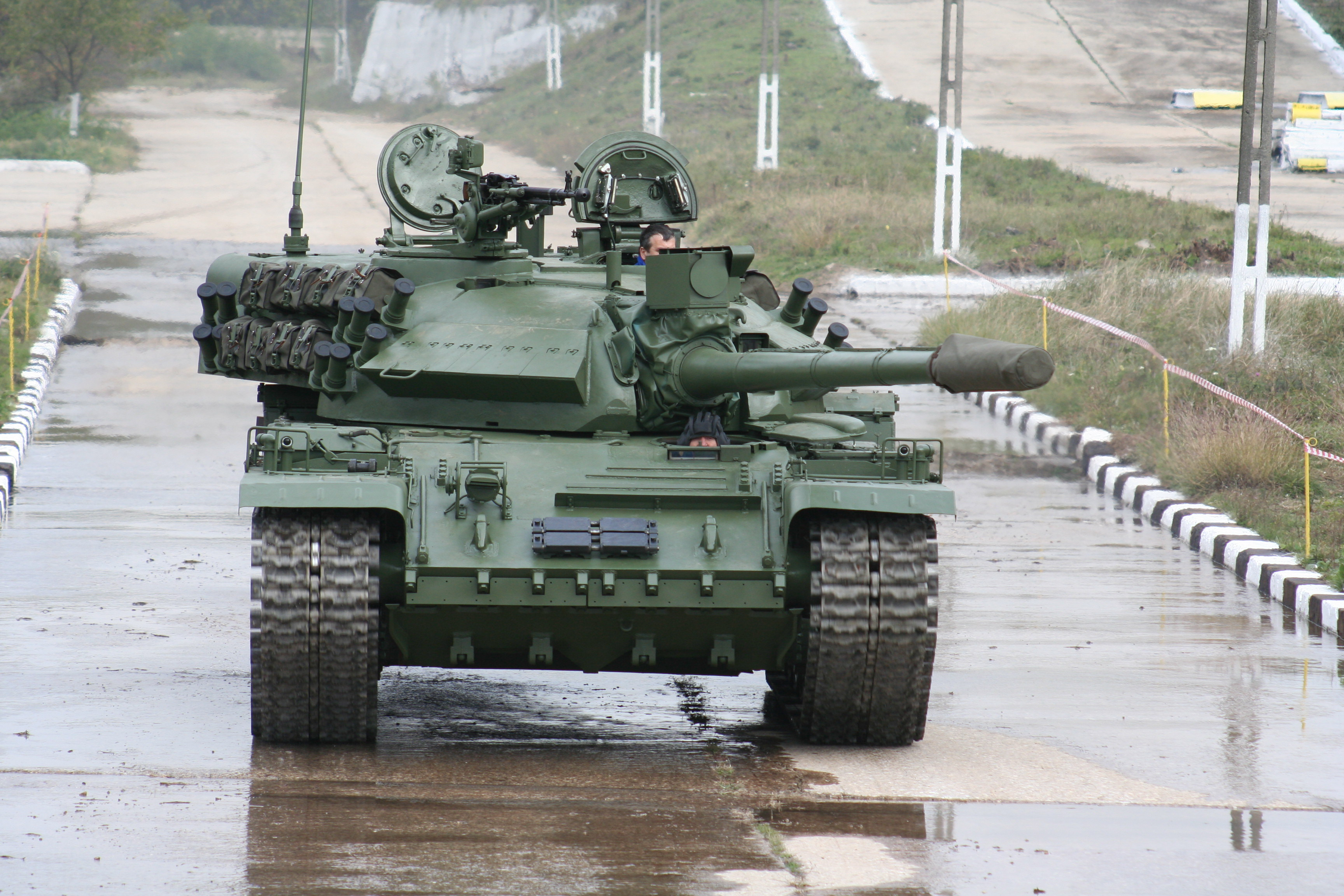
Tanc TR-85M1 realizat la UMB.

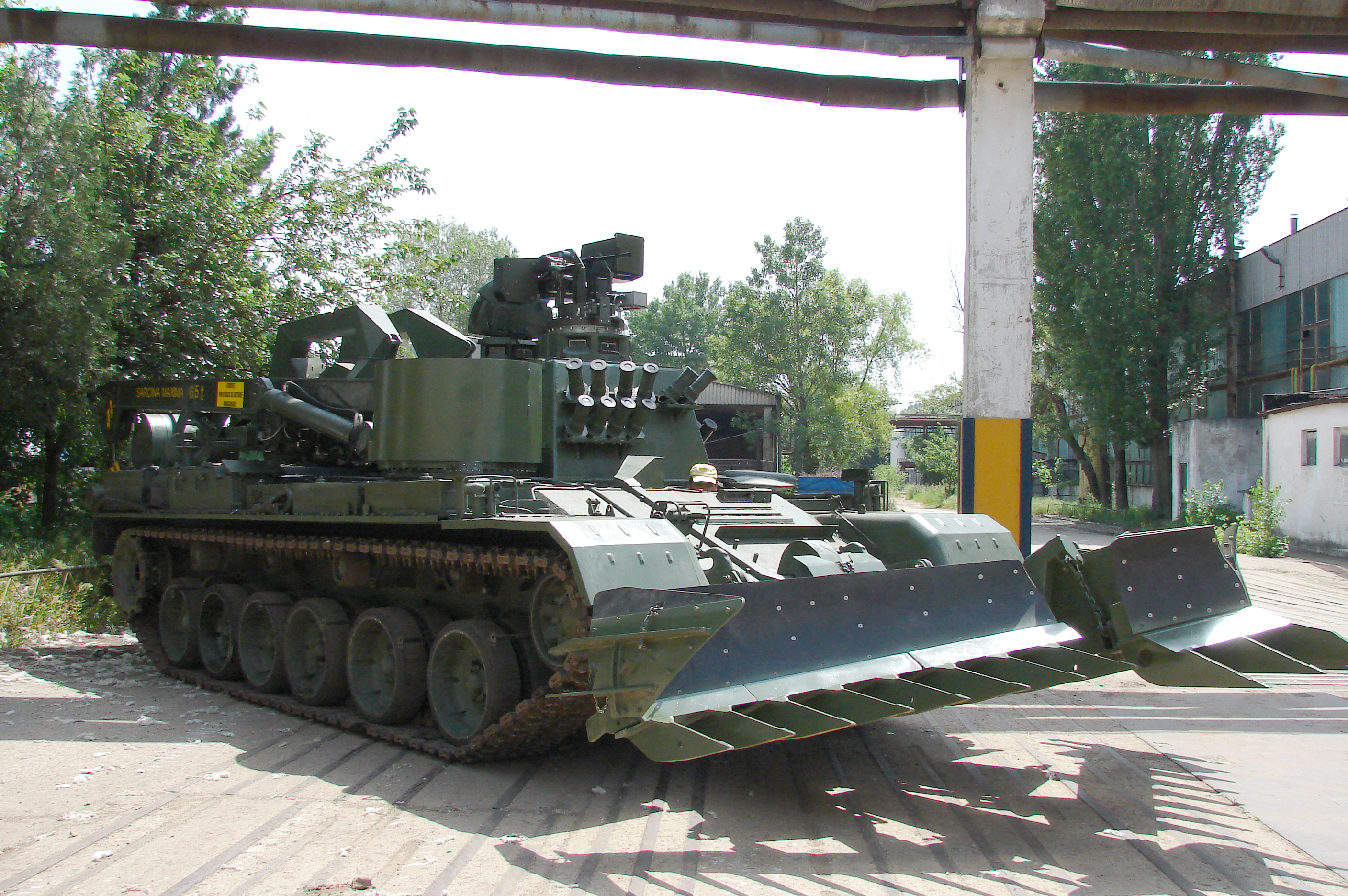
Dragor de mine pe șasiu de tanc DMT-85M1 fabricat de UMB.

Uzina Mecanică București (UMB) reprezintă o unitate industrială specializată în producția de armament, situată în România și operând sub umbrela companiei naționale ROMARM. Activitățile principale ale societății includ cercetarea, proiectarea, producerea, repararea și modernizarea vehiculelor blindate. UMB este recunoscută în special pentru expertisele sale în fabricarea tancurilor, incluzând cel mai recent model, TR-85M1, adoptat in numere decente de catre Armata Română.
Amplasată pe un teren de aproximativ 20 de hectare în Sectorul 3 al Bucureștiului, UMB a fost înființată în anul 1977, sub numele de "Fabrica de Mașini Grele Speciale", ca o subdiviziune a Întreprinderii "23 August" București. În perioada deschideri capacitatea proiectată era de 210 tancuri pe an și 100 de seturi de piese de schimb. În 1990, UMB a fost preluată de Ministerul Apărării Naționale, devenind o componentă a Grupului Industrial al Armatei – Regie Autonomă, și ulterior, în 2000, a fost transferată sub autoritatea Ministerului Industriei și Resurselor, funcționând sub denumirea de S.C. "ARSENAL" S.A. – Sucursala București.
Odată cu restructurarea și reorganizarea industriei de apărare în 2001, UMB a devenit o societate comercială cu capital de stat, adoptând denumirea actuală: Uzina Mecanică București (UMB), în calitate de filială a ROMARM. În perioada cuprinsă între 1977 și 1991, UMB a produs diverse tipuri de tancuri, inclusiv TR-580 și TR-85, prototipuri precum TR-125 și PMA-50, precum și tractoare de evacuare și reparații TER-85. Din 1999 până în 2009, fabrica a desfășurat operațiuni de modernizare a tancurilor TR-85 la standardul M1 și a construit cinci dragoare de mine pe șasiu de tanc DMT-85M1.
În prezent blindatul Piranha V este construit în România în baza unui acord de joint-venture între Uzina Mecanică București și General Dynamics European Land Systems România.